# Lelkoun pralesní
Lelkoun pralesní (Batrachostomus stellatus) je malý druh nočního ptáka z čeledi lelkounovití, který se vyskytuje v jihovýchodní Asii (Borneo, Sumatra, kontinentální Malajsie, Singapur, jižní Thajsko).

## Systematika
Druh popsal britský ornitolog John Gould v roce 1837. Lelkoun pralesní se řadí do rodu Batrachostomus, což je největší rod čeledi lelkounovití, resp. řádu lelkouni (Podargiformes). Netvoří žádné poddruhy. Druhové jméno stellatus pochází z latinského stella („hvězda“) a znamená „hvězdnatý“.

## Popis
Tento drobný lelkoun dosahuje délky těla 23–27 cm. Křídlo je dlouhé 12–14 cm, zobák 1,9-–2,6 cm, běhák 1,4–1,6 cm. Váha se pohybuje kolem 50 g. Kryptické opeření hraje různě hnědými odstíny. Samec i samice vypadají stejně. Lelkoun pralesní se vyskytuje ve světlé a tmavé morfě. Opeření světlé morfy je červenohnědé s bílými flíčky na křídlech a bíle flekovanou spodinou. Tmavá morfa je hnědá se stejným vzorkováním. Juvenilní jedinci jsou světlejší s menším množství flekování. Duhovky jsou u samců žluté, u samic hnědé, široký zobák je rohovinově zabarven. Nohy jsou u samců do růžova, u samic do žluta.

## Rozšíření a populace
Vyskytuje se v Thajsku, Malajsii, Indonésii a Bruneji. V optimálním habitatu zalesněných nížin může lelkoun pralesní dosáhnout hustoty výskytu kolem 10 jedinců / km², většinou se však vyskytuje v nižších počtech. Habitat druhu tvoří stálezelené pralesy do 500 m n. m., případně výše až do 900 m n. m. Do jisté míry toleruje i druhotné lesy, avšak nevyskytuje se ve zcela odlesněných oblastech.

## Biologie
Jedná se o noční ptáky. Živí se hmyzem jako jsou kobylky, noční motýli a brouci. Hlasově se projevují častým a hlasitým houkáním a pískáním. Vokalizace se přitom liší u populací z Bornea a Malajsie. Podobně jako vokalizace, i doba hnízdění je rozdílná u populace z Bornea a Malajsie. Na Malajském poloostrově hnízdí od června do září, na Borneu od února do července. Hnízdo si staví na stromech, někdy i pouze těsně nad zemí (cca 1,3 m). Snůšku tvoří jedno bílé oválné vejce.

## Ohrožení
Mezinárodní svaz ochrany přírody hodnotí druh jako téměř ohrožený z důvodu pokračujícího odlesňování Sundalandu. Lelkoun pralesní je sice do jisté míry tolerantní druhotným lesům, nicméně jeho primární stanoviště tvoří původní pralesy, které jsou v celém areálu rozšíření lelkouna na ústupu.